# Erica omninoglabra
Erica omninoglabra är en ljungväxtart som beskrevs av Ha. Baker. Erica omninoglabra ingår i släktet klockljungssläktet, och familjen ljungväxter. Inga underarter finns listade i Catalogue of Life.